# Фильмография Джина Родденберри
Фильмография Джина Родденберри — кинофильмы и телепроекты, в создании которых Джин Родденберри (1921—1991) принимал участие как сценарист, продюсер или творческий консультант. Более известен по работе над франшизой «Звёздный путь». Родденберри начал карьеру сценариста будучи сержантом Департамента полиции Лос-Анджелеса, и его первой купленной телесетью работой был сериал «Тайная защита 117», хотя на трансляцию проекта потребовалось четыре года. В течение этого времени, Родденберри написал четыре эпизода для полицейской драмы «Дорожный патруль» под псевдонимом Роберт Уэсли, так как управление Департамента полиции Лос-Анджелеса требовало от сотрудников официального разрешения на подработку. После ухода из органов он написал несколько телесериалов, таких как «Есть оружие — будут путешествия», но мечтал стать продюсером.
Позже, Родденберри придумал несколько пилотов для своего телепроекта, но они были отвергнуты студиями, пока он не начал работать над сериалом «Агент». Таким образом был выпущен один сезон, транслировавшийся на канале NBC с сентября 1963 года по апрель 1964 года. Позже он начал работать над научно-фантастическим замыслом, впоследствии ставшим оригинальным телесериалом «Звёздный путь». Родденберри наблюдал за производством первых двух сезонов, однако из-за сокращения бюджета и перехода на невыгодный временной интервал для показа третьего сезона, он прекратил работу над сериалом, но указывался в титрах в качестве исполнительного продюсера. После закрытия проекта, Родденберри написал и спродюсировал свой первый художественный фильм, получивший название «Хорошенькие девушки, станьте в ряд». Он также спродюсировал несколько научно-фантастических пилотных эпизодов; «Генезис II» (также изменённый второй пилот «Планета Земля»), «Плёнки Квестора» и «Призрак». Среди них, эпизод «Плёнки Квестора» был одобрен для включения в полный сезон, однако из-за разногласий между Родденберри и студией по поводу предложенных изменений, всё было отменено.
Проект «Звёздный путь» был возобновлён дважды: сначала как анимационный сериал, а после, как полнометражный фильм. Студия внедрила нового продюсера в работу над сиквелом киноленты, к которой Родденберри потребовал творческого контроля, иначе он откажется от упоминания в титрах в качестве исполнительного продюсера, взамен на упоминание как творческого консультанта. Это кредитование началось с фильма «Звёздный путь 2: Гнев Хана» и продолжалось до ленты «Звёздный путь 6: Неоткрытая страна». Родденберри вернул «Звёздный путь» на телевидение в конце 1980-х годов, в качестве сериала «Звёздный путь: Следующее поколение». Дабы сохранить полный контроль, он решил транслировать сериал сразу в телевизионной синдикации, в целях избежать вмешательства сетей. После его смерти в 1991 году, две его идеи в области научной фантастики послужили основой для последующих телесериалов «Земля: Последний конфликт» и «Андромеда».

## Кинематограф
| Год  | Фильм                              | Сценарист | Продюсер | Исполнительный консультант | Примечания                                                |
| ---- | ---------------------------------- | --------- | -------- | -------------------------- | --------------------------------------------------------- |
| 1971 | Хорошенькие девушки, станьте в ряд | Да        | Да       |                            |                                                           |
| 1979 | Звёздный путь                      |           | Да       |                            | Также участвовал в создании сюжета и написал новеллизацию |
| 1982 | Звёздный путь 2: Гнев Хана         |           |          | Да                         |                                                           |
| 1984 | Звёздный путь 3: В поисках Спока   |           |          | Да                         |                                                           |
| 1986 | Звёздный путь 4: Путешествие домой |           |          | Да                         |                                                           |
| 1989 | Звёздный путь 5: Последний рубеж   |           |          | Да                         |                                                           |

## Телевидение
| Год(ы)    | Название                                             | Сценарист | Продюсер       | Создатель | Примечания |
| --------- | ---------------------------------------------------- | --------- | -------------- | --------- | --- |
| 1954-1955 | Господин окружной прокурор                           | Да        |                |           | 6 эпизодов, также технический консультант |
| 1955-1956 | Дорожный патруль                                     | Да        |                |           | 5 эпизодов |
| 1956      | Я живу тремя жизнями                                 | Да        |                |           | 2 эпизода |
| 1956      | Зал звёзд шеврона                                    | Да        |                |           | Эпизод «Секретное оружие 117» |
| 1956      | Натчез                                               | Да        |                |           | Непроданный пилот |
| 1956-1957 | История Вест-Пойнта                                  | Да        |                |           | 11 эпизодов |
| 1957      | Час Кайзера Алюминия                                 | Да        |                |           | Эпизод «Такой короткий сезон» |
| 1957      | Правдивая история                                    | Да        |                |           | Эпизод «Больше не мечтай» |
| 1957      | Джей Вайман представляет огненный театр              | Адаптация |                |           | Эпизод «Идеальное алиби» |
| 1957      | Доктор Кристиан                                      | Да        |                |           | 2 эпизода |
| 1957-1958 | Сапоги и сёдла                                       | Да        |                |           | 4 эпизода |
| 1957-1963 | Есть оружие — будут путешествия                      | Да        |                |           | 24 эпизода |
| 1958      | Портовое командование                                | Да        |                |           | Эпизод «Психиатр» |
| 1958      | Сэм Хьюстон                                          | Да        |                |           | Непроданный пилот |
| 1958      | Джефферсон Драм                                      | Да        |                |           | 4 эпизода |
| 1959      | Ночная палка                                         | Да        | Да             |           | Непроданный пилот |
| 1960      | Детективы                                            | Да        |                |           | 2 эпизода |
| 1960      | Отель Де Пари                                        | Да        |                |           | Эпизод «Сандэнс и Чёрная вдова» |
| 1960      | Театр Алкоа                                          | Да        | Да             |           | Эпизод «333 Монтгомери» |
| 1960      | Рэнглер                                              | Да        | Да             |           | Эпизод «Инцидент в баре М» |
| 1961      | Хлыстовая травма                                     | Да        |                |           | 4 эпизода |
| 1961      | Два взгляда на запад                                 | Да        |                |           | Эпизод «Урок» |
| 1961      | Шеннон                                               | Да        |                |           | 2 эпизода |
| 1961      | Цель: Коррупционеры                                  | Сюжет     |                |           | Эпизод «Носите значок» |
| 1962      | Доктор Килдэр                                        | Да        |                |           | Эпизод «Далёкий гром» |
| 1962      | Обнажённый город                                     | Да        |                |           | Эпизод «Дело Райдекера» |
| 1962      | GE Правда                                            | Да        |                |           | Эпизод «V-Виктори 5» |
| 1962      | Округ Дефайанс                                       | Да        |                |           | Непроданный пилот |
| 1962      | АПО 923                                              | Да        |                | Да        | Непроданный пилот |
| 1963      | Виргинцы                                             | Сюжет     |                |           | Эпизод «Убежать домой» |
| 1963      | Нарушители закона                                    | Адаптации |                |           | 2 эпизода |
| 1963-1964 | Лейтенант                                            | Да        | Да             | Да        | Создатель и продюсер 29-ти эпизодов Сценарист 3-х эпизодов |
| 1966      | Долгая охота Эйприл Сэвидж                           |           | Да             |           | Непроданный пилот |
| 1966-1969 | Звёздный путь: Оригинальный сериал                   | Да        | Исполнительный | Да        | Создатель 80-ти эпизодов Сценарист 7-ми эпизодов, в том числе «Клетки», «Зверинца. Часть первая» и «Зверинца. Часть вторая» Автор сюжетов 5-ти эпизодов, том числе «Закона Чарли», «Женщин Мадда» и «Возвращения архонтов» Исполнительный продюсер 67-ми эпизодов Продюсер 13-ти эпизодов Голосовые камео в 2-х эпизодах Автор текста для заглавной темы в титрах |
| 1967      | Полицейская история                                  | Да        | Да             |           | Непроданный пилот |
| 1971      | Прозвище Смит и Джонс                                | Сюжет     |                |           | Эпизод «Девушка в товарном вагоне № 3» |
| 1973      | Генезис II                                           | Да        | Да             |           | Непроданный пилот |
| 1973-1974 | Звёздный путь: Анимационный сериал                   |           |                | Да        | Создатель и исполнительный консультант 22-х эпизодов |
| 1974      | Плёнки Квестора                                      | Да        | Исполнительный |           | Непроданный пилот, также исполнительный консультант |
| 1974      | Планета Земля                                        | Да        | Исполнительный | Да        | Непроданный пилот |
| 1977      | Спектр                                               | Да        | Исполнительный |           | Непроданный пилот |
| 1987-1994 | Звёздный путь: Следующее поколение                   | Да        | Исполнительный | Да        | Создатель 178-ми эпизодов Шоураннер 17-ти эпизодов Сценарист 3-х эпизодов Исполнительный продюсер 125-ти эпизодов При жизни Родденбери вышло 105 эпизодов |
| 1988      | Сага Звёздный путь: От одного поколения к следующему |           | Исполнительный |           | Документальный телефильм |
| 1991      | Празднование 25-летия Звёздного пути                 |           | Исполнительный |           | Документальный телефильм |
| 1997-2002 | Земля: Последний конфликт                            | Да        |                | Да        | Создатель 110-ти эпизодов Сценарист эпизода «Решение» |
| 2000-2005 | Андромеда                                            |           |                | Да        | 110 эпизодов |

Также без упоминания в титрах написал сюжет для эпизода «Побег» сериала «Выставка Дюпонт с Джун Эллисон» (1960).